# Фумигация
Фумига́ция (от лат. fumigare — окуривать, дымить) — уничтожение вредителей и возбудителей болезней растений путём отравления их ядовитыми парами или газами (фумига́нтами). Для фумигации используют приборы, называемые фумига́торами.

## Фумиганты
Фумигант — пестицид, химическое вещество, проникающее в организм насекомых и животных через дыхательные пути в виде газа.
По современной терминологии фумигантом называется химикат, который при требуемой температуре и давлении может сохраняться в газообразной фазе в летальной концентрации для данного вредного организма. Это определение подразумевает, что фумигант воздействует в качестве газа. Это свойство позволяет им проникать в фумигируемые материалы и диффундировать на большие расстояния.
По своим физическим свойствам фумиганты могут быть разделены на три главные группы:
1. Фумиганты с низкой точкой кипения, которые кипят при комнатной или умеренной температуре (бромистый метил, цианистый водород). Их приходится держать в баллонах или герметично запаянных жестянках. Так, бромистый метил в виде сжиженного газа хранится в баллонах разного веса (50, 70, 100 килограмм нетто). Давление внутри баллона 2—3 атмосферы.
2. Фумиганты с высокой точкой кипения. Они хранятся в металлических бочках, как, например, металлилхлорид (в настоящее время не применяется).
3. Фумиганты в виде твердых тел или порошков, которые выделяют газы при определённых условиях. Так, фосфид алюминия и магния в таблетках и пакетах под влиянием влаги воздуха или продукции выделяет газообразный фосфин (фосфористый водород). Чтобы избежать преждевременного контакта твердых субстратов с влагой воздуха, препараты фосфина хранятся в герметично запаянных жестянках или герметично закрытых алюминиевых флягах.

## Фумигатор
Фумигатор представляет собой нагревательный элемент, который нагревает пластинку или фитиль, смоченные инсектицидом (праллетрин). В результате инсектицид испаряется. Пар активного вещества в воздухе убивает комаров и других насекомых (ядовитый пар попадет в комара через дыхальца в отверстии его тела, проникает в гемолимфу, а затем и в нервную систему комара, которую яд мгновенно парализует, и насекомое погибает).

### Типы фумигаторов
- Пиротехнические («горящая спираль»): источник тепла, испаряющего инсектицид — подожжённая пористая горючая масса в виде спиральной ленты, пропитанная фумигантом
- Электрические: источник тепла, испаряющего инсектицид — электронагревательный элемент, питающийся от бытовой электросети
  - жидкостные: источник инсектицида — сменный баллончик с фитильной или трубочной подачей на нагреватель
  - таблеточные: источник инсектицида — пропитанные картонные пластинки-таблетки, помещающиеся на нагревательную площадку фумигатора

Последний вид фумигатора можно сымитировать с помощью свечи и металлической пластины, на которой прогревается пластинка с инсектицидом.
В закрытых помещениях прогревать пластинку открытым огнём вблизи или заставлять тлеть не следует — образуется ощутимое количество угарного газа от горения бумаги, инсектицид также преждевременно сгорает. Расстояние до пламени должно быть не менее 5 см. Хотя угарный газ сам по себе убивает комаров, в отличие от инсектицида он опасен и для человека.

## Фумигационная камера
Установка для дезинфекции и дезинсекции различных объектов агропромышленного комплекса, музейных экспонатов, товаров широкого потребления и прочего в закрытом пространстве. Существуют ФК, работающие по открытому и замкнутому циклу. ФК открытого типа обеспечивают фумигацию с выбросом фумиганта во внешнюю среду. ФК, работающие по замкнутому циклу, работают более эффективно без потери фумигантов и обеспечивают экологически чистую фумигацию.